# グループA

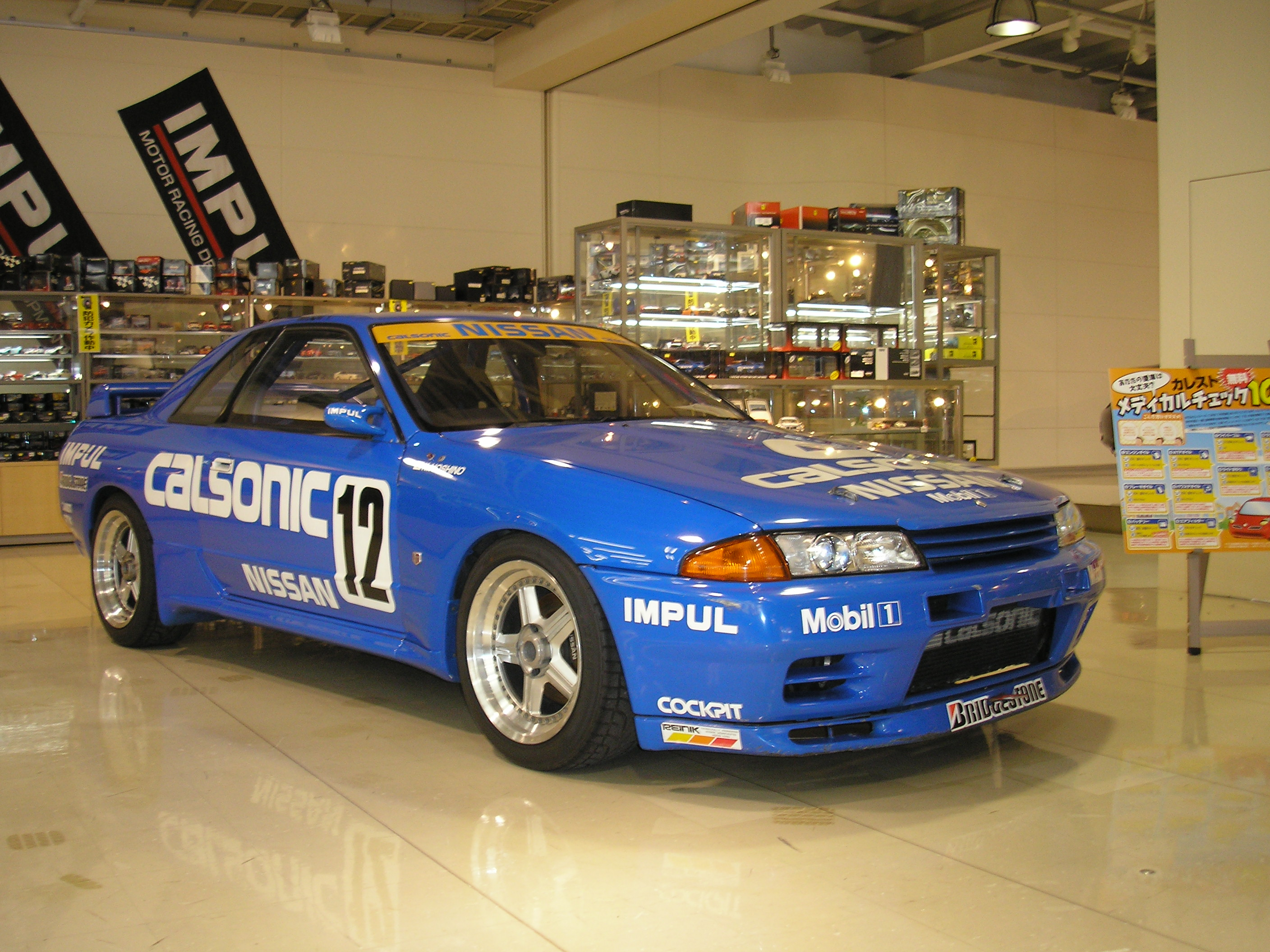
日産・R32型 スカイライン GT-R

グループAは、自動車競技に使用する競技車両のカテゴリーの1つ。

## 概要

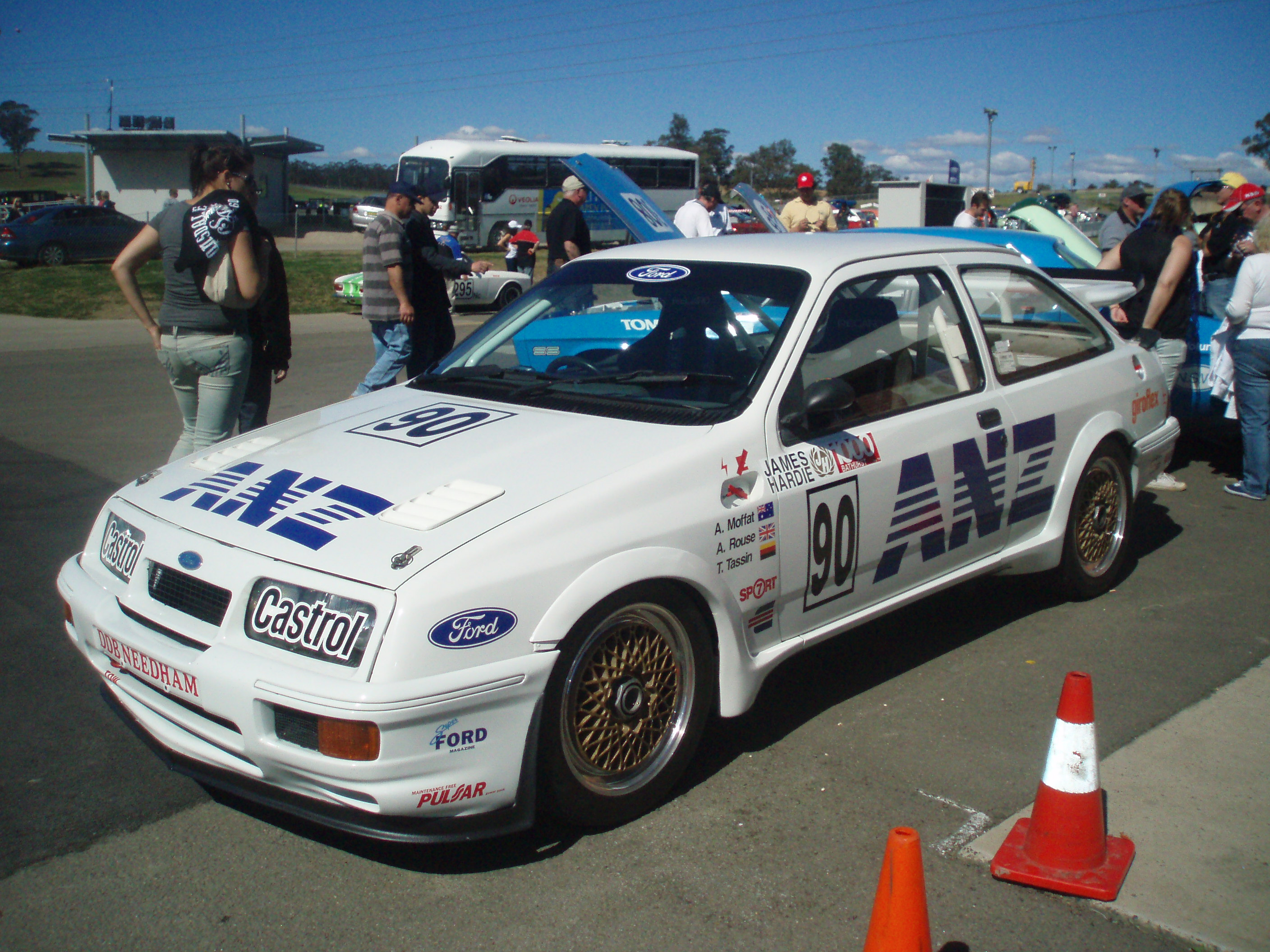
フォード・シエラ RS500

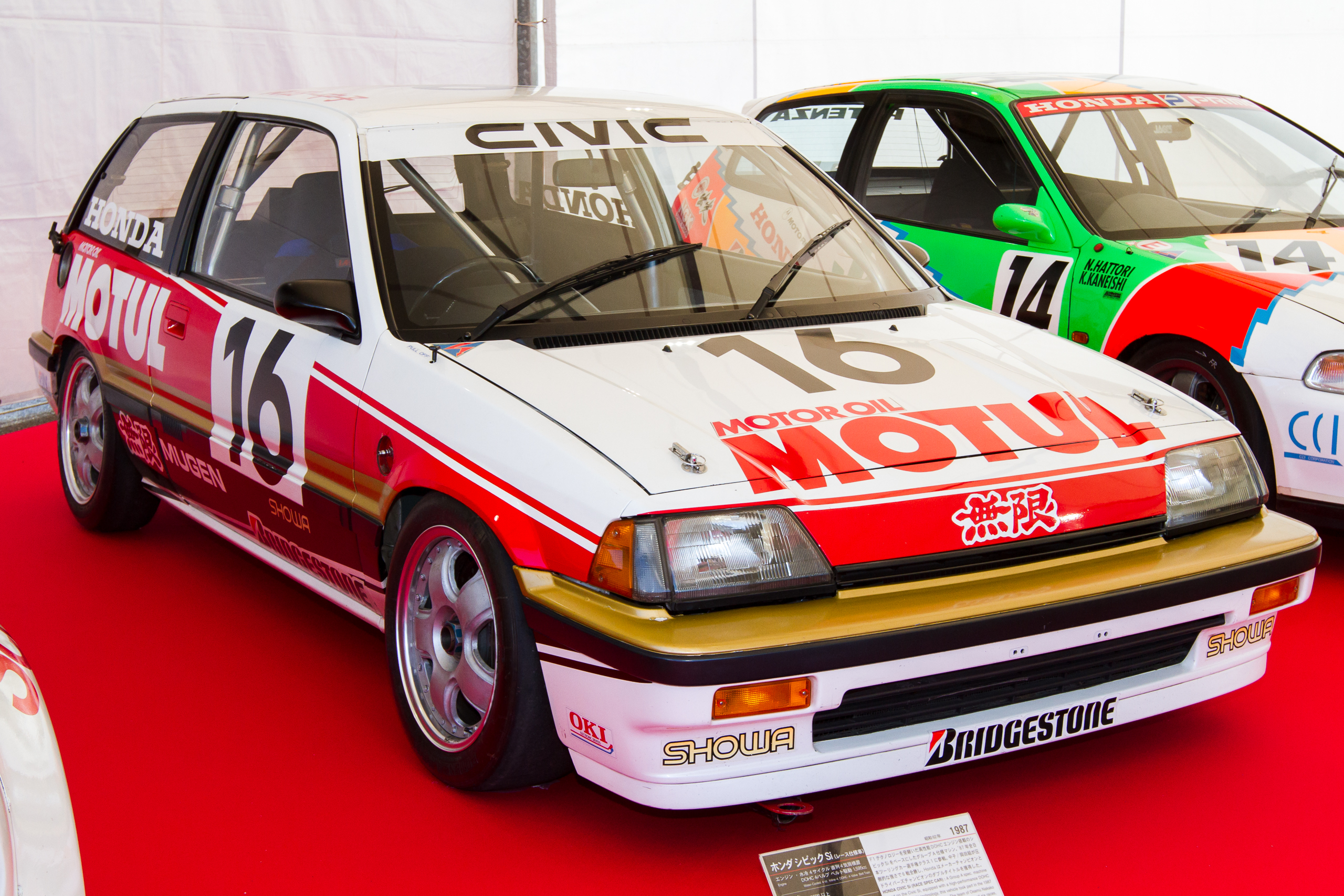
ホンダ・シビックSi

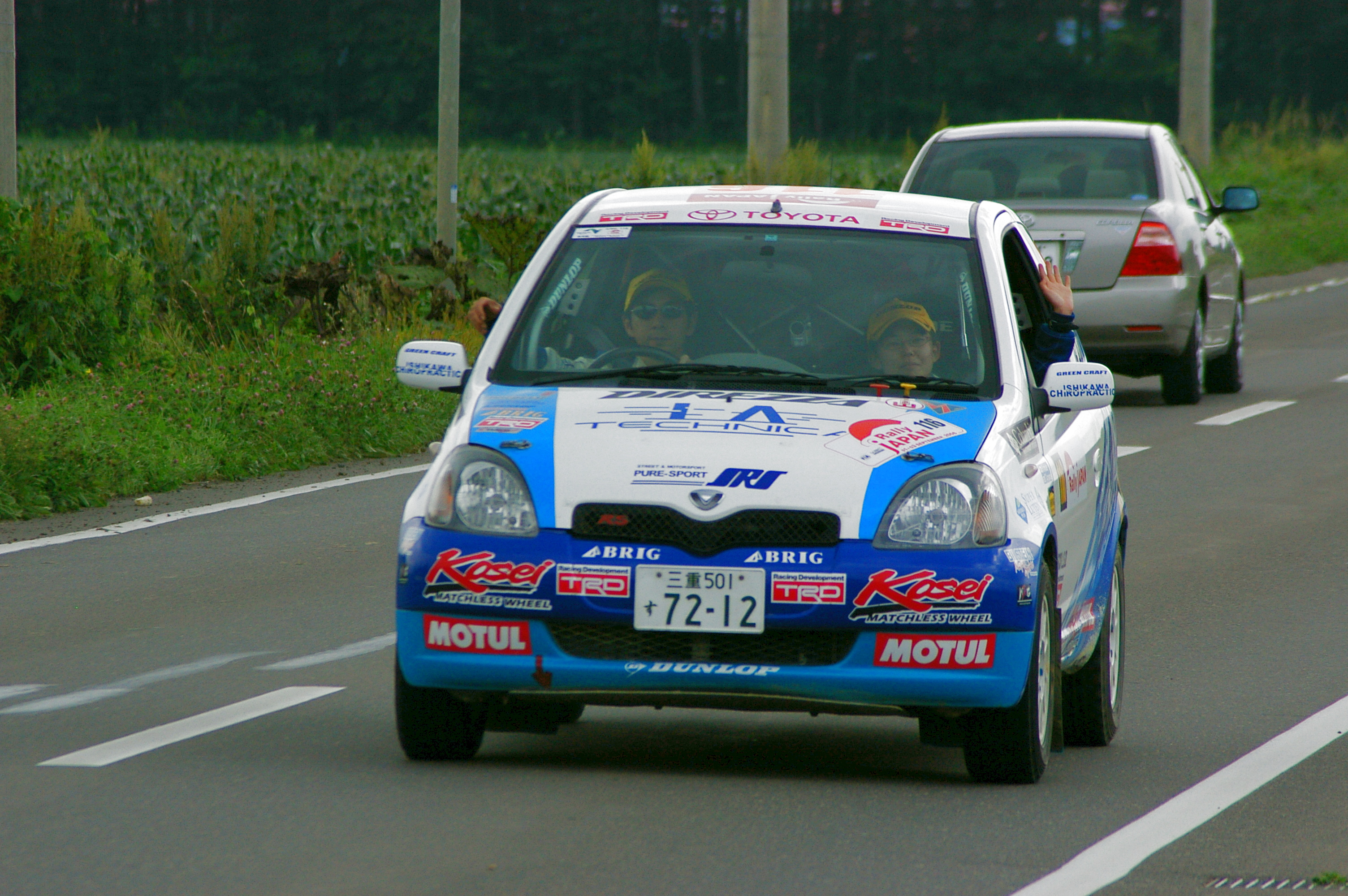
2006年ラリージャパンのトヨタ・ヴィッツ

1982年、国際自動車連盟（FIA）の下部組織だった国際自動車スポーツ連盟（FISA）によって、それまで1から8の数字によって形成されていたレギュレーション（FIA国際競技規則・付則J項）を改正し、AからF・N・Tなど8つのアルファベットへ簡略化されたものの1つである。グループAは部門I（量産車部門）に所属し、ツーリングカーと定義される。
連続する12か月間に2,500台以上（1992年以前は5,000台以上）生産された4座席以上の車両がホモロゲーション（公認）の対象となる。また、改良型の公認取得として、変形オプション（VO）には2,500台、サーキットレース用のスポーツエボリューション（ES）には、250台（1992年以前は500台）以上の追加生産が必要となっており、これらはエボリューションモデル、あるいは正常進化モデルと呼ばれる。グループBやグループN同様、一般の市販車に改造を施したものだが、改造範囲はグループBより狭く、グループNより広い。エンジンに限れば改造の自由度は高く、日産・スカイラインGT-R（BNR32 - 34型）は市販車で280馬力のエンジンを全日本選手権では550馬力から600馬力、アブガスが利用出来たマカオ向けの仕様では700馬力近くにチューニングして用いられていた。
公認を取得しないで改良する手段として、変型（バリアント）がある。コストの問題などで部品供給メーカーを変更する場合、ホモロゲーションデータを持ち越すことができるが、この時部品の生産量について求められることはない（供給変型、VF）。また、特定のパーツ、例えばLSDやサスペンションなど、規則で認められている範囲の改造パーツについても生産量の証明は必要ない（オプション変型、VO）。さらにミスの記載を修正するための誤記訂正（エラッタ、ER）も認められるなど、抜け道は多く用意されていた。1995年のF2キットカー導入の際には、競技改造キット用の変型（キット変型、VK）も追加された。他には量産をクリアした部品の変型（プロダクション変型、VP）もある。なお変型ではない書式としては、型式そのものを更新する正常進化（ET）がある。
以前は排気量により1,400 cc以下のA5、1,401 - 1,600 ccのA6、1,601 - 2,000 ccのA7、2,000 cc以上のA8と分類されていた。なお、ターボ過給車は排気量に1.7倍（1987年以前は1.4倍）を乗じた数を適用する。なお、ラリーで用いられたスーパー1600規定はA6に、WRカー規定はA8にそれぞれ分類されていた。
市販車に近い車両ということでファンからの人気は高かったが、強力な戦闘力を持つ（＝高価・高維持費で趣味性が強く、実用性に乏しいため販売台数が限られる）市販車両や競技レベルの市販部品を一定数量産して公認を取得する必要があったため、自動車メーカーの負担が増大して撤退が相次いだ。そのため現在のトップカテゴリでは純粋なグループA規定車両を頂点としたレースは皆無である。
ただし、4座席の市販車をベースに用いる競技車両の規則としては依然として機能しており、世界ラリー選手権（WRC／WRC2／WRC3／JWRC）や世界ラリークロス選手権（World RX）、世界ツーリングカーカップ（WTCR）などのビッグカテゴリでも、グループAの派生・特例となる規定で総合優勝を争っている。また、FIA主催のラリーの下位クラスでは、排気量2.0 L未満で二輪駆動のグループA車両が2022年現在も参戦可能となっている。

## 参戦可能カテゴリ

### 純粋なグループA規定
- 世界ツーリングカー選手権（WTC、1987年）
- 世界ラリー選手権（WRC、1982年～1997年）
- ヨーロッパツーリングカー選手権（ETC、1982年～1988年）
- アジアパシフィックラリー選手権（APRC、1988年〜）
- 全日本ツーリングカー選手権（JTC、1985年～1993年）
- 旧ドイツツーリングカー選手権（DTM、1984〜1992年）
- イギリスツーリングカー選手権（BTCC、1983〜1990年）
- オーストラリアツーリングカー選手権（ATCC、1985〜1992年）

### グループAの発展・特例となる規定
- グループN（1982年～）
- F2キットカー（1993〜2000年前後）
- ワールドラリーカー（1998～2021年）
- スーパー2000（2000年～）
- スーパー1600（2000年～）
- グループRally（2008年～）
- RXスーパーカー（ラリークロス、1997年〜）
- TC1（2005～2017年）
- TCR（2015年～）

## 主な車種
- アウディ・200クワトロ
- アルファロメオ・アルファスッドスプリント
- アルファロメオ・155
- アルファロメオ・GTV6
- いすゞ・アスカ
- いすゞ・ジェミニ
- シトロエン・クサラ
- シトロエン・C4
- シトロエン・C2
- シボレー・ラセッティ
- シュコダ・オクタビア
- スバル・レガシィ
- スバル・インプレッサ
- スバル・フォレスター
- スバル・レオーネ
- スバル・ジャスティ
- スバル・ヴィヴィオ
- スズキ・スイフト

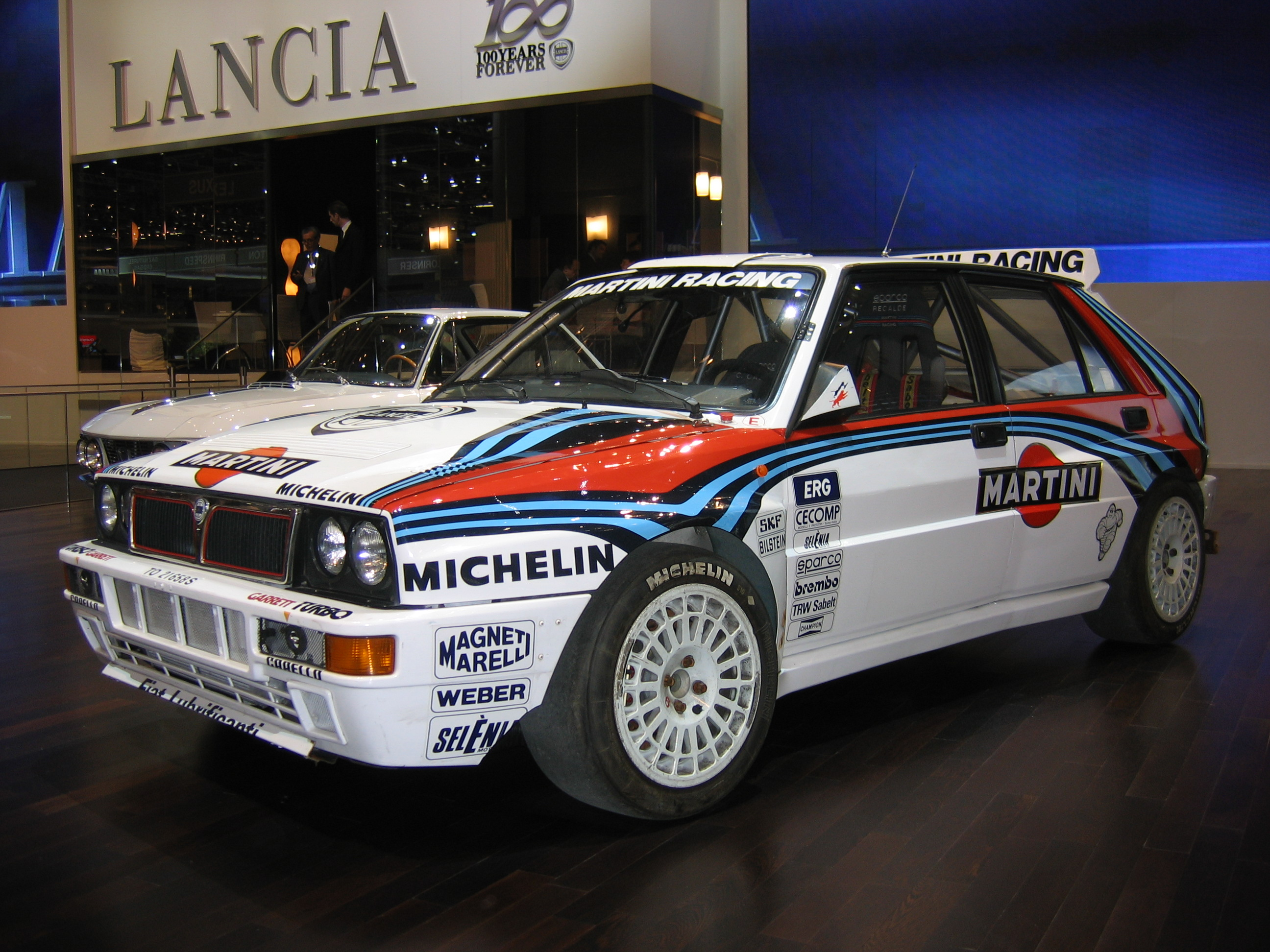
ランチア・デルタ HFインテグラーレ エボルツィオーネ (スーパーデルタ)

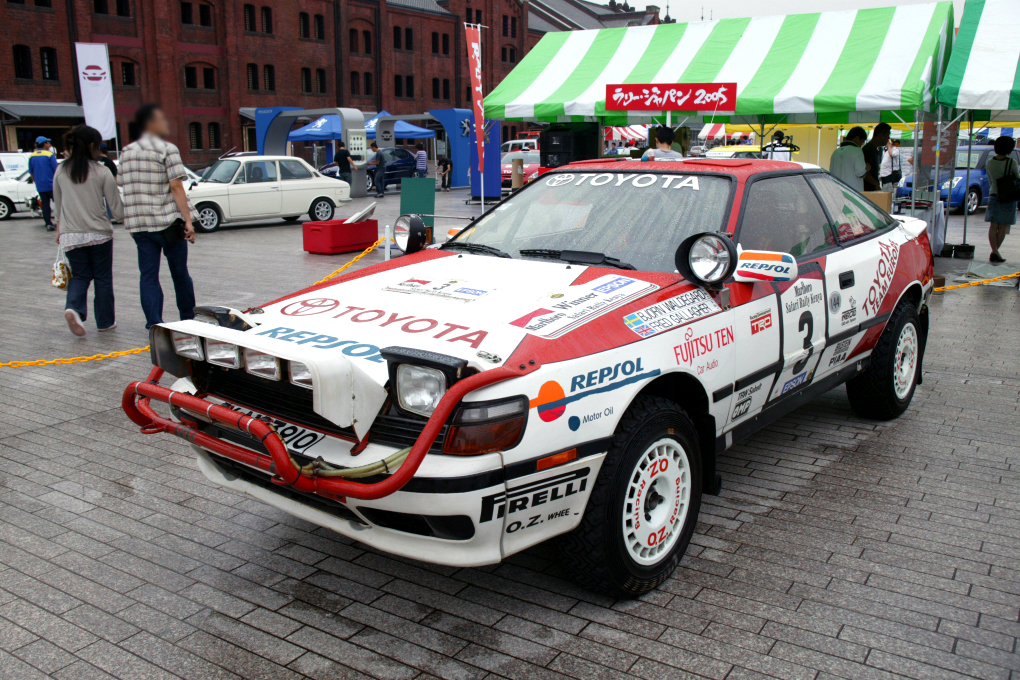
トヨタ・セリカ GT Four ST165

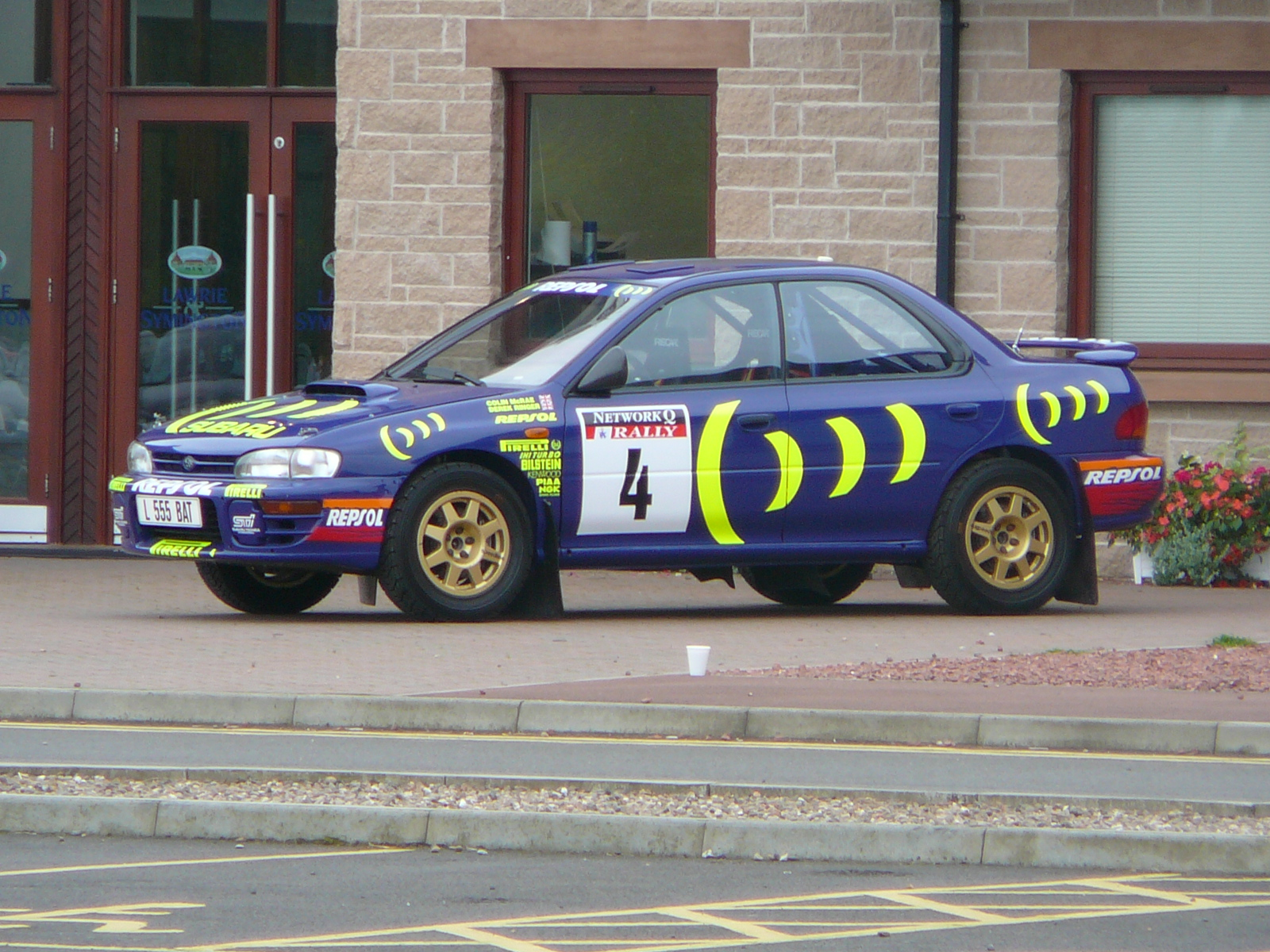
スバル・インプレッサ

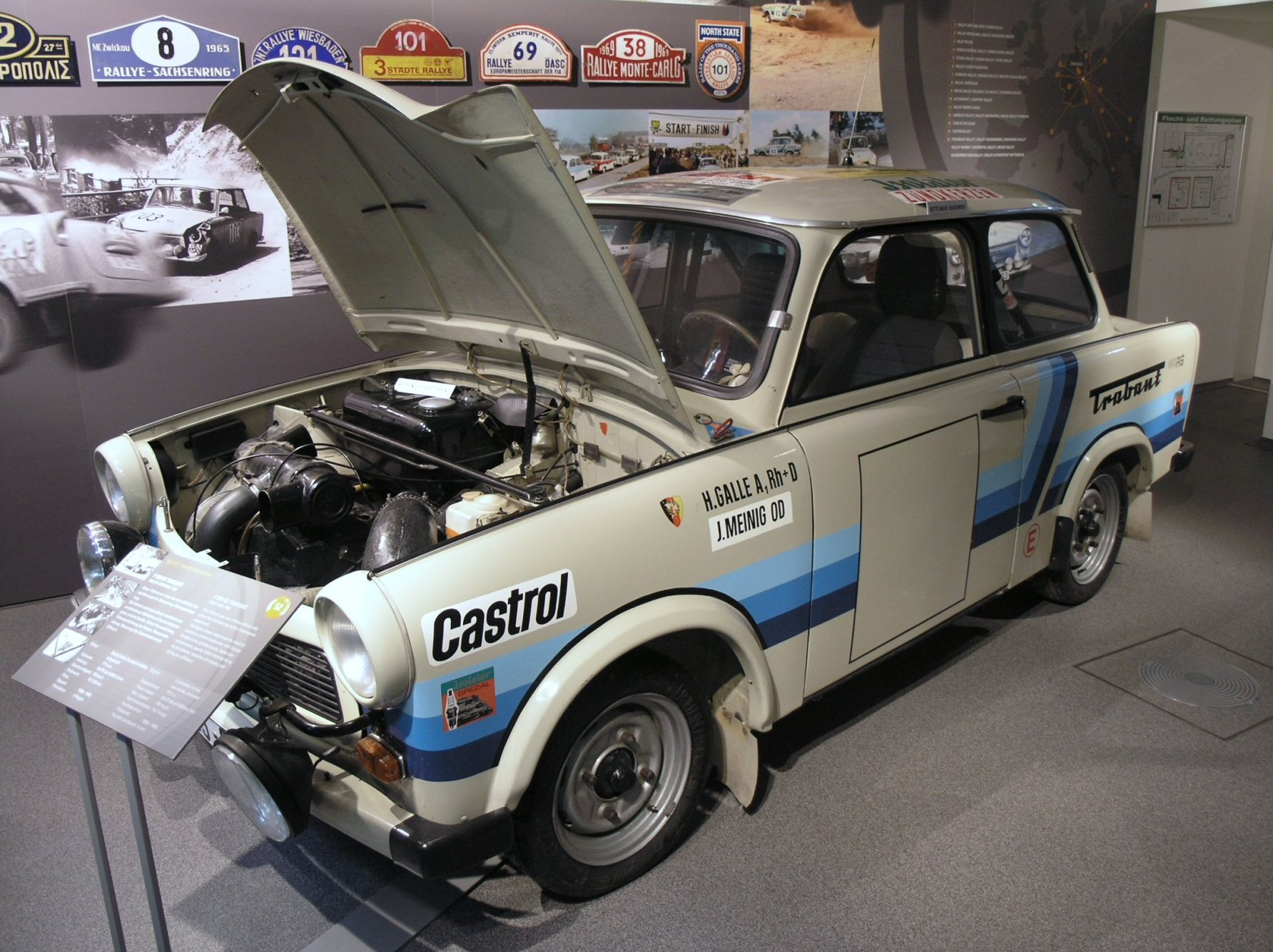
トラバント・P800RS

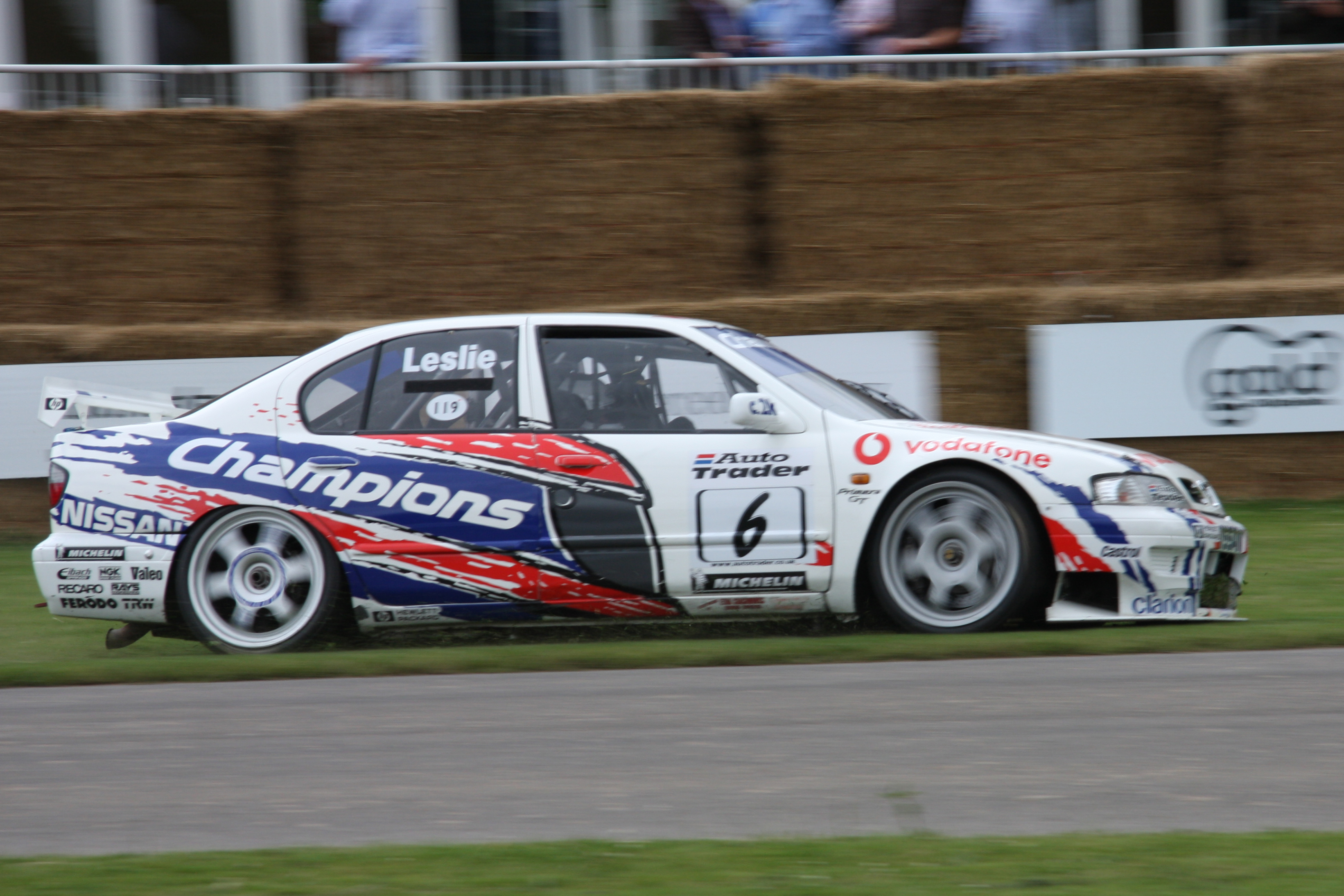
日産・プリメーラ

- スズキ・イグニス（日本名：スイフト（HT型））
- スズキ・カルタス
- セアト・レオン
- ダイハツ・シャレード
- ダイハツ・ストーリア
- ダイハツ・ブーン
- ダイハツ・シャルマン
- トヨタ・スープラ
- トヨタ・セリカ
- トヨタ・コロナ
- トヨタ・カローラ
- トヨタ・スターレット
- トラバント・P800 RS
- 日産・マーチ
- 日産・パルサー
- 日産・サニー
- 日産・ブルーバード
- 日産・プリメーラ
- 日産・スカイラインGT-R
- 日産・セドリック
- BMW・3シリーズ
- BMW・M3
- BMW・6シリーズ
- フィアット・ウーノ
- フォード・シエラ
- フォード・エスコート
- フォード・フィエスタ
- プジョー・306
- プジョー・206
- プジョー・307
- プジョー・207
- ホンダ・プレリュード
- ホンダ・アコード
- ホンダ・インテグラタイプR
- ホンダ・シビック
- マツダ・ファミリア
- マツダ・クロノス
- マツダ・カペラ
- メルセデス・ベンツ・190E 2.3-16
- メルセデス・ベンツ・Cクラス
- 三菱・スタリオン
- 三菱・ギャラン
- 三菱・ランサーエボリューション
- 三菱・ランサー
- 三菱・ミラージュ
- ランチア・デルタ
- ランチア・Y10